# Зимовий чемпіонат СРСР з метань 1984

## Медалісти

### Чоловіки
| Дисципліна     | Золото                     | Золото | Срібло                              | Срібло | Бронза                           | Бронза |
| -------------- | -------------------------- | ------ | ----------------------------------- | ------ | -------------------------------- | ------ |
| Метання диска  | Юрій Думчев Москва         | 65,22  | Олександр Нажимов РРФСР             | 64,16  | Ромас Убартас Литовська РСР      | 62,42  |
| Метання молота | Ігор Нікулін Ленінград     | 80,18  | Сергій Литвинов РРФСР               | 79,00  | Юрій Сєдих УРСР Київ             | 77,06  |
| Метання списа  | Дайніс Кула Латвійська РСР | 88,80  | Сергій Гаврась УРСР Харківська обл. | 82,60  | Олексій Грицкевич Білоруська РСР | 82,18  |

### Жінки
| Дисципліна    | Золото                        | Золото | Срібло                    | Срібло | Бронза                             | Бронза |
| ------------- | ----------------------------- | ------ | ------------------------- | ------ | ---------------------------------- | ------ |
| Метання диска | Галина Мурашова Литовська РСР | 64,96  | Любов Уракова РРФСР       | 64,40  | Елліна Звєрєва РРФСР               | 61,70  |
| Метання списа | Ольга Чистякова РРФСР         | 64,26  | Ольга Гаврилова Ленінград | 63,52  | Наталія Коленчукова Білоруська РСР | 61,40  |

## Медальний залік
| Команда        |   |   |   | Загалом |
| -------------- | - | - | - | ------- |
| РРФСР          | 1 | 3 | 1 | 5       |
| Ленінград      | 1 | 1 | 0 | 2       |
| Литовська РСР  | 1 | 0 | 1 | 2       |
| Латвійська РСР | 1 | 0 | 0 | 1       |
| Москва         | 1 | 0 | 0 | 1       |
| УРСР           | 0 | 1 | 1 | 2       |
| Білоруська РСР | 0 | 0 | 2 | 2       |

## Командний залік
Командний залік офіційно визначався серед спортивних товариств та відомств.
1. Збройні Сили — 264 очка.
2. «Труд» — 229.
3. «Динамо» — 189.
4. «Буревісник» — 152.
5. «Спартак» — 136.
6. «Трудові резерви» — 123.